# Кортдејл (Пенсилванија)
Кортдејл (енгл. Courtdale) град је у америчкој савезној држави Пенсилванија.

## Демографија
По попису из 2010. године број становника је 732, што је 59 (-7,5%) становника мање него 2000. године.
| Група             | 2000.       | 2010.       |
| Белци             | 789 (99,7%) | 716 (97,8%) |
| Афроамериканци    | 0 (0,0%)    | 2 (0,3%)    |
| Азијати           | 2 (0,3%)    | 0 (0,0%)    |
| Хиспаноамериканци | 0 (0,0%)    | 9 (1,2%)    |
| Укупно            | 791         | 732         |